# Unterammergau
Unterammergau település Németországban, azon belül Bajorországban. Lakosainak száma 1619 fő (2023. december 31.).

## Népesség
A település népessége az elmúlt években az alábbi módon változott:
| Lakosok száma | 682  | 1430 | 1229 | 1217 | 1539 | 1505 | 1527 | 1540 | 1530 | 1619 |
|               | 1875 | 1950 | 1975 | 1987 | 2012 | 2014 | 2016 | 2017 | 2021 | 2023 |